# Ellen Kooi
Pour les articles homonymes, voir Kooi.
Ellen Kooi est une photographe néerlandaise née le 7 novembre 1962 à Leeuwarden (Pays-Bas).

## Biographie
De 1981 à 1987, elle étudie à l'école des Beaux-arts A.B.K. Minerva de Groningue. En 1994, elle sort diplômée en art de l'académie royale des Beaux-arts d'Amsterdam (Rijksacademie van beeldende kunsten). Ellen Kooi vit et travaille à Haarlem aux Pays-Bas. En plus de son métier d’artiste, elle enseigne aux beaux-arts Minerva de Groningue depuis 1996.

## Ses œuvres
Les œuvres d'Ellen Kooi sont présentes dans deux nombreuses institutions internationales telles que (liste non exhaustive): 
Aux Pays-Bas
- Ministère des Affaires étrangères
- Frans Hals Museum, Haarlem
- Collection Erasmus University, Rotterdam
- C.B.K. Groningen (centre of contemporary art)
- Artoteek Schiedam (art foundation)
- Fries Museum, Leeuwarden
- Zaans Museum, Zaanstad

Aux États-Unis
- MoPA, (Museum of Photographic Arts) San Diego
- 21 C Museum, Louisville, Kentucky

En France
- Musée de La Roche-sur-Yon, France
- CNAP, Paris

En Angleterre
- Marsh collection, Londres

En Espagne
- Cristina Masaveu Peterson Fundation, Madrid
- Colección Norte, Gobierno de Cantabria
- Colección Olor Visual, Barcelone
- Musac, Museo de Arte Contemporaneo de Castilla Y Leon, Espagne

En Turquie
- Borusian Contempory, Turquie

Au Luxembourg
- Collection Hermès, Luxembourg

## Expositions
Liste non exhaustive
2015
- Exposition au Musée municipal de La Roche-sur-Yon

2011
- Exposition à l'Institut néerlandais.

2007
- What Ever Happened to Your Dreams? - Galerie Les Filles du Calvaire, Paris.
- C'est pas du jeu! - CPIF, Paris, France.
- Paradise gained - LUMC, Leiden, Pays-Bas.

2006
- Night & Day - Vishal Haarlem, Pays-Bas.
- Pulse Miami Art Fair - Miami, États-Unis.
- Travaux Recents - avec Hans Op De Beeck - Galerie Les Filles du Calvaire, Paris, France.

2005
- PULSE Miami Art Fair - Galerie P.P.O.W., États-Unis.
- "Out There: Landscape in the New Millennium" + Musée d’art contemporain, Cleveland, États-Unis.

2004
- Dreamscapes - Aeroplastics Contemporary, Bruxelles,Belgique.
- Transhumance 6 - Château d'eau de Toulouse, Toulouse, France.
- Art Basel Miami Beach - Torch Gallery, Miami, États-Unis.
- Vervreemding in het Hollandse landschap - Université de Groningue, Pays-Bas.
- The Armory Show - Torch Gallery, New York, États-Unis.

2003
- Hold still, keep moving III - Torch Gallery, Amsterdam, Pays-Bas.
- Where the grass is green - Galerie P.P.O.W., New York, États-Unis.
- Energy and physics of spirituality - galerie Westwood, SoHo, New York, États-Unis.

2002
- Faces, People and Society - Musée Frans Hals, Haarlem, Pays-Bas.

2001
- Met een knipoog van de camera - Musée Het Kruithuis, Tilburg, Pays-Bas.
- Revisited - Noorderlicht Festival, Galerie De Pijp, Groningue, Pays-Bas.

1999
- Féstival de Photo de Naarden, Naarden, Pays-Bas.

1997
- Caleidoscoop - CBK Quadrant, Groningue, Pays-Bas.
- Een hartstocht langs de 11 steden - musée Fries, Leeuwarden, Pays-Bas.

1995
- Ferrari - CBK Quadrant, Groningue, Pays-Bas.
- Made in Heaven - Utrecht, Pays-Bas.

1994
- Open Ateliers - Rijks academie, Amsterdam, Pays-Bas.
- Made in Heaven - Utrecht, Pays-Bas.

1992
- Kunstlicht (Artificial Light) - avec Margré Romein - Fotomania, Rotterdam, Pays-Bas.
- Ongerijmd, Surrealist Tendencies - Centre d’art contemporain, CBK, Groningue, Pays-Bas.

1991
- Commotie in de A Kerk, Der A kerk - Groningue, Pays-Bas.
- Stadsverlangen - Noorderlicht Photo Festival, Groningue, Pays-Bas.

1990
- Making theatre in 1/60 of a second - Musée Kruithuis, Groningue, Pays-Bas.